# 日本機械學會
日本機械學會之全名為一般社團法人日本機械學會（日語：一般社団法人日本機械学会，縮寫成JSME），創設於1897年（明治30年），屬於機械工程學之學會，其辦公室位於東京都新宿區信濃町信濃町車站對面的煉瓦館5樓。

## 概要
1879年（明治12年）最初設立了「工學會」（現改稱日本工學會），後來工學各分野的研究逐漸興盛，真野文二遂倡議將機械工程學分類出來，並於1897年（明治30年）6月12日創立日本機械學會。該學會成立後，由真野擔任首任理事長。至2015年2月止，會員人數達35,407人，是日本國內最大的學術組織團體。2011年3月1日因應公益法人制度改革，該學會改制成「一般社團法人」。

## 歷任理事長
- 第93任：小豆畑茂
- 第92任：久保司郎
- 第91任：矢部彰
- 第90任：金子成彥
- 第89任：佐藤順一
- 第88任：松本洋一郎（日语：松本洋一郎）
- 第87任：有信睦弘
- 第86任：白鳥正樹
- 第85任：齋藤忍
- 第84任：笠木伸英
- 第83任：田口裕也
- 第82任：長島昭
- 第81任：田中重穗
- 第80任：伊東誼
- 第79任：小林敏雄

## 分會與部門
- 分會：北海道分會、東北分會、北陸信越分會、關東分會、東海分會、關西分會、中國四國分會、九州分會
- 部門：計算力學、生物工程學、材料力學、機械材料與材料加工、流體力學、熱力學、引擎、動力能源系統、環境工程、機械力學與量測控制、機械潤滑設計、設計、生產加工與工作機械、生產系統、機器人與機電、資訊設備與智慧精密機器、產業化學機械與安全、交通物流、宇宙學、技術與社會

## 內部連結
- 機械遺產（日语：機械遺産）
- 赤川次郎：赤川未成為作家前，曾在該學會事務局工作。

## 外部連結
- （日語）日本機械學會官方網站 （页面存档备份，存于）